# Adolph Olson Eberhart

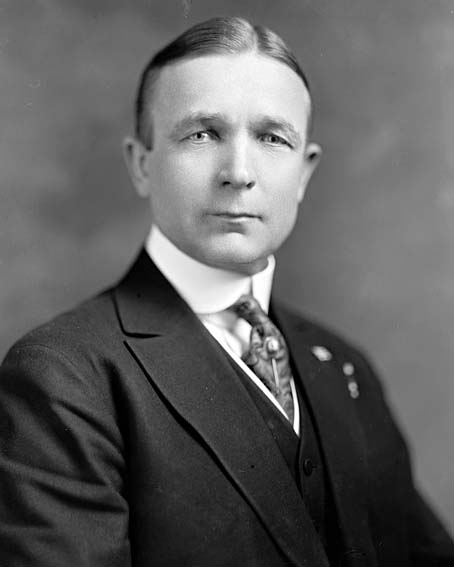
Adolph Olson Eberhart

Adolph Olson Eberhart (* 23. Juni 1870 in Värmland, Schweden; † 6. Dezember 1944 in Savage, Minnesota) war ein US-amerikanischer Politiker und von 1909 bis 1915 Gouverneur des Bundesstaates Minnesota.

## Frühe Jahre und politischer Aufstieg
Nach der Einwanderung in die Vereinigten Staaten ließ sich Eberharts Familie zunächst in Nebraska und dann in Minnesota nieder. Adolph Eberhart besuchte dort bis 1895 das Gustavus Adolphus College in St. Peter. Nach einem anschließenden Jurastudium wurde er 1898 als Rechtsanwalt zugelassen. Politisch wurde er Mitglied der Republikanischen Partei. Zwischen 1902 und 1906 war er Mitglied des Senats von Minnesota und ab 1906 war er Vizegouverneur des Staates.

## Gouverneur von Minnesota
Nach dem Tod von Gouverneur John Albert Johnson fiel ihm entsprechend der Staatsverfassung am 21. September 1909 dessen Amt zu. In den Jahren 1910 und 1912 wurde er jeweils von den Wählern bestätigt, so dass er zwischen dem 21. September 1909 und dem 5. Januar 1915 als Gouverneur amtieren konnte. In dieser Zeit wurde in Minnesota das Vorwahlprinzip für alle zu wählenden Ämter im öffentlichen Dienst eingeführt. Eberhart setzte sich auch für eine Verbesserung des Schulsystems vor allem im ländlichen Raum ein. Außerdem wurde ein Gesetz gegen die Korruption erlassen. Im Jahr 1914 bewarb sich Eberhart erfolglos um eine erneute Wiederwahl.

## Weiterer Lebenslauf
Nachdem er im Jahr 1916 in den Vorwahlen um einen Sitz im US-Senat gescheitert war, zog sich Eberhart aus der Politik zurück. In der Folge arbeitete er im Versicherungswesen und dem Immobilienmarkt in Chicago. Adolph Eberhart starb am 6. Dezember 1944. Mit seiner Frau Adele M. Koke hatte er fünf Kinder.